# Drogdentunnel

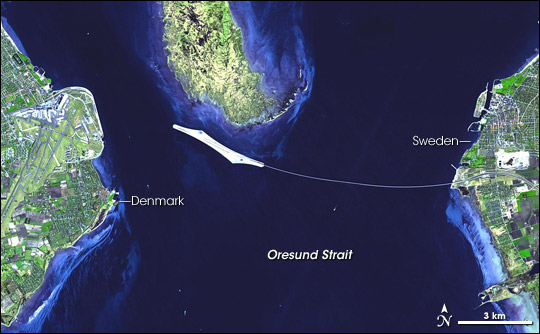
Satellitenbild der Öresundbrücke im Bild rechts zwischen Dänemark und Schweden, Mitte (hell): Insel Peberholm, Oben: Insel Saltholm, Links: Drogden-Sund mit Drogdentunnel

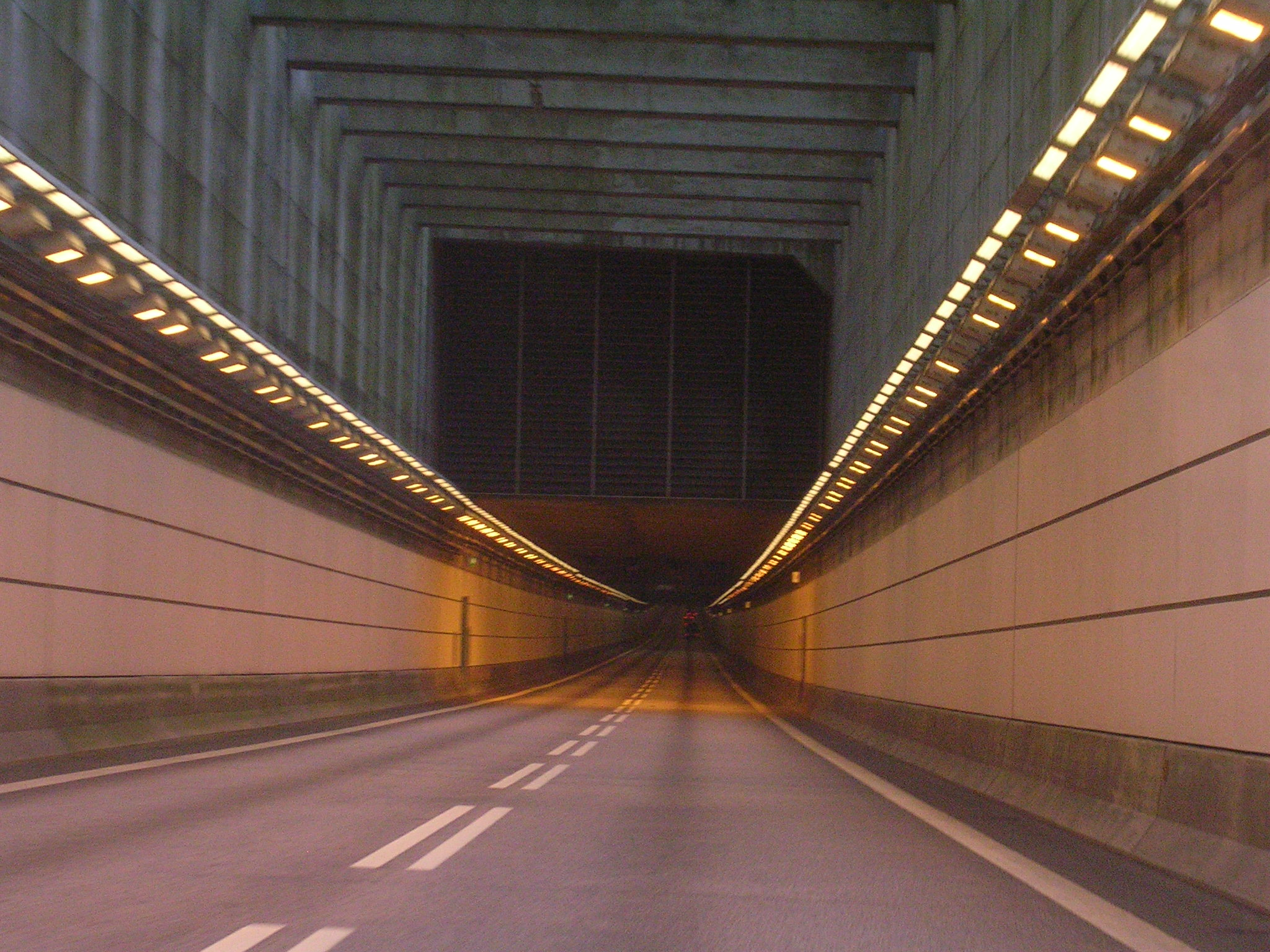
Einfahrt in den Drogdentunnel

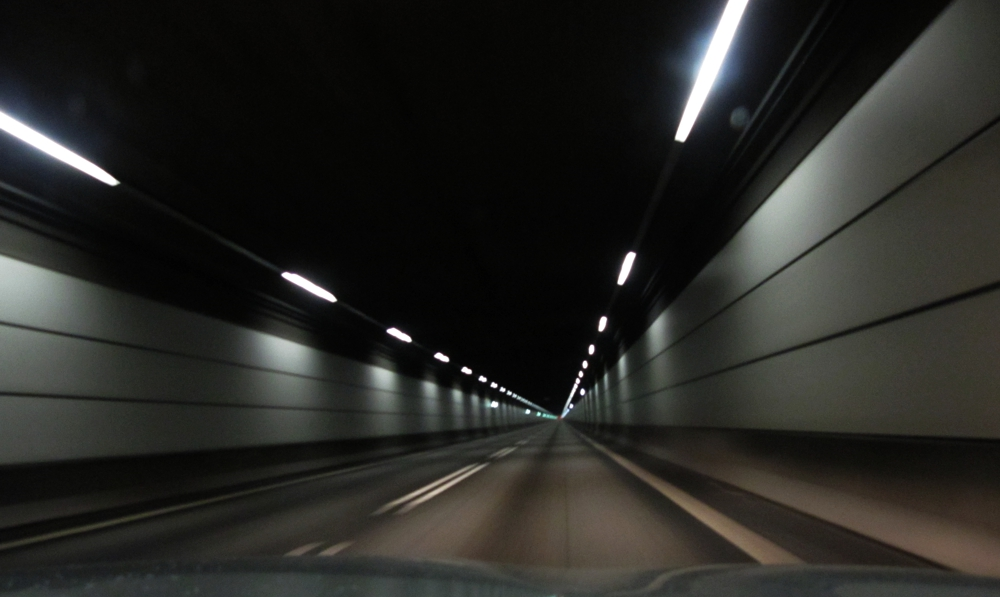
Durchfahrt in der Tunnelmitte

Der Drogdentunnel, auch Öresundtunnel genannt, ist neben der Öresundbrücke und der künstlichen Insel Peberholm ein Teil der Öresundverbindung zwischen Dänemark und Schweden. Die Ausführung dieses Teils der Öresundverbindung als Tunnel wurde durch die Nähe zum Kopenhagener Flughafen notwendig, da eine Brücke den Luftverkehr behindert hätte. Über dem Tunnel verläuft außerdem der einzige höhenunbeschränkte Zugang zur Ostsee, da Großer und Kleiner Belt vollkommen von Brücken überspannt sind.
Der gerade Tunnel verbindet die dänischen Inseln Amager und Peberholm und unterquert die zwischen Amager und Saltholm verlaufende westliche Durchfahrt des Öresund, den Drogden.
Bei der Planung der Öresundverbindung setzte man auf die Kombination Tunnel-Insel-Brücke, um Schiffen mit hohen Aufbauten weiterhin die Passage durch den Öresund zu ermöglichen. Statt die Öresundbrücke zu passieren, durchfahren diese Schiffe den neun Kilometer langen und auf acht Meter Tiefe ausgebaggerten Drogden-Sund. Allerdings sperrt die Flugsicherung des nahen Flughafens Kopenhagen-Kastrup aus Sicherheitsgründen eine Landebahn, wenn Schiffe im Drogden-Sund mit einer Höhe über 30 Meter angekündigt sind, da die Anflugbahn der Flugzeuge sehr tief über dem Wasser des Sundes liegt.
Zum Vergleich: Der Tiefgang der Schiffe darf über dem Großer-Belt-Bahntunnel bis zu 15,4 m betragen (siehe Baltimax), während die Höhe aufgrund der dort parallel laufenden Storebæltsbroen auf Schiffe mit höchstens 65 m Höhe beschränkt ist. Der Nord-Ostsee-Kanal als Alternativroute erlaubt auch nur 9,5 m Tiefgang.
Die Gesamtlänge des kombinierten Straßen- und Eisenbahntunnels beträgt 4050 Meter, wovon 3510 Meter auf den Absenktunnel entfallen und jeweils 270 Meter auf die beiden Einfahrten. Der Tunnel besteht aus zwei Eisenbahnröhren, zwei Straßenröhren und einer Service- und Evakuierungsröhre. Er ist aus zwanzig Bauelementen der Maße 176 m × 38,8 m × 8,6 m zusammengesetzt, die jeweils 55.000 Tonnen wiegen und die größten vorfabrizierten Tunnelbauelemente der Erde sind.
Aufgrund thermischer Faktoren und natürlicher Bewegung kommt es im Tunnel zu kleineren Wasserlecks, die aber keine Gefahr darstellen.